# Cory Doctorow
Cory Efram Doctorow (Toronto, 17 de juliol de 1971) és un bloguer, periodista i autor de ciència-ficció canadenc. Doctorow és així mateix coeditor del blog Boing Boing. És un activista a favor de liberalitzar les lleis de drets d'autor i defensor a ultrança de l'organització Creative Commons, usant algunes de les seves llicències per als seus llibres. Alguns temes comuns de la seva obra inclouen la gestió de drets digitals, l'intercanvi d'arxius i la post-escassetat.

## Activisme
Coeditor del blog Boing Boing i tuitaire influent, Cory Efram Doctorow és un actiu defensor de la cultura lliure a Internet, el Creative Commons i la liberalització del copyright, temes que tracta en les seves novel·les, assaigs i articles periodístics. En la vida real és, en paraules de l'autor, un llibre sobre «videojocs i economia». Com en moltes de les seves obres, Doctorow hi desvetlla –al fil de la ficció - les implicacions socials, polítiques i econòmiques de les tecnologies que utilitzem i com les nostres decisions i els nostres hàbits al voltant d'aquestes tecnologies tenen repercussions en les vides i els drets de persones que viuen a milers de kilòmetres de nosaltres. Però lluny de ser un tecnopessimista, Doctorow se situa al costat d'aquells que conceben Internet i les revolucions que l'acompanyen com un àmbit més de la realitat en el qual tenim l'oportunitat d'establir normes i formes de relació que contribueixin a la consecució d'un món més just.

## Obres

### Ficció
- 2003: A Place So Foreign and Eight More
- 2003: Down and Out in the Magic Kingdom
- 2004: Eastern Standard Tribe
- 2005: Someone Comes to Town, Someone Leaves Town
- 2007: Overclocked: Stories of the Future Present
- 2007: Backup
- 2008: Little Brother
- 2008: Upload
- 2009: Makers
- 2010: For the Win
- 2011: The Great Big Beautiful Tomorrow
- 2011: With a Little Help
- 2011: Chicken Little
- 2012: The Rapture of the Nerds: A tale of the singularity, posthumanity, and awkward social situations
- 2012: Pirate Cinema
- 2013: Homeland

### Antologies
- 2008: Cory Doctorow's Futuristic Tals Of The Here And Now
- 2008: Wastelands: Stories of the Apocalypse
- 2010: Before They Were Giants: First Works from Science Fiction Greats (Planet Stories)
- 2011: Technology Review: The Best New Science Fiction (TRSF, Vol. 1)
- 2012: Clockwork Fagin (Free Preview of a story from Steampunk!)
- 2012: Imaginarium 2012: The Best Canadian Speculative Writing
- 2012: Robots: The Recent A.I.
- 2012: Share or Die: Voices of the Get Lost Generation in the Age of Crisis

### Altres
- 2000: Complete Idiot's Guide to Publishing Science Fiction
- 2002: Essential Blogging: Selecting and Using Weblog Tools'
- 2004: Ebooks: Neither I, Nor Books
- 2008: Content: Selected Essays on Technology, Creativity, Copyright, and the Future of the Future
- 2011: Context

## Premis
- 2000: John W. Campbell Award: Best New Writer.[3]
- 2004: Locus Award: First Novell per Down and Out in the Magic Kingdom.[4]
- 2004: Sunburst Award Shortlist per a Place So Foreign and Eight More.[5]
- 2007: The Electronic Frontier Foundation Pioneer Award.[6]
- 2008: Locus Award for Best Novella per After the Siege, història que apareix en Overclocked: Stories of the Future Present.[7]
- 2009: John W. Campbell Memorial Award per Little Brother[8]
- 2009: Prometheus Award: Best Novell per Little Brother[9]
- 2009: Sunburst Award per Little Brother[10]
- 2009: White Pine Award per Little Brother[11]